# Kalinda Sharma
Kalinda Sharma é uma personagem fictícia da série The Good Wife, interpretada pela atriz Archie Panjabi.

## Biografia
É a detetive particular da Stern, Lockhart & Gardner e amiga de Alicia Florrick.
Foi contratada e demitida por Peter Florrick enquanto era promotor de público do Condado de Cook. Também trabalhou para Glenn Childs, o atual promotor do Condado.
Sua primeira aparição foi no episódio "Pilot", em 22 de novembro de 2009.
| “ | Se você pegar em uma arma, atire para matar. Ou, então, não pegue em uma arma. | ” |